# Saint-Bonnet-les-Tours-de-Merle
Pour les articles homonymes, voir Saint-Bonnet (homonymie).
Saint-Bonnet-les-Tours-de-Merle est une commune française située dans le département de la Corrèze, en région Nouvelle-Aquitaine.

## Géographie
Au sud du département de la Corrèze, en Xaintrie, la commune de Saint-Bonnet-les-Tours-de-Merle est limitée au nord par la Maronne, dont la partie amont de la retenue du barrage de Hautefage.
Le bourg de Saint-Bonnet-les-Tours-de-Merle, à la jonction des routes départementales 136 et 136E2, se situe, en distances orthodromiques, dix kilomètres à l'est-sud-est d'Argentat.
Le point culminant de la commune, situé à l'ouest, en deux endroits du bois de Chauvin, se trouve à 564 ou 571 mètres. L'altitude la plus basse se situe au nord-ouest, au niveau de la retenue du barrage de Hautefage, sur la Maronne à 247 mètres.

### Communes limitrophes
Seules trois communes entourent Saint-Bonnet-les-Tours-de-Merle : Saint-Geniez-ô-Merle au nord et au nord-est, Goulles de l'est au sud et Sexcles du sud-ouest au nord-ouest.
|         |                                 | Saint-Geniez-ô-Merle |
| Sexcles | Saint-Bonnet-les-Tours-de-Merle |                      |
|         |                                 | Goulles              |

### Climat
Pour des articles plus généraux, voir Climat de la Nouvelle-Aquitaine et Climat de la Corrèze.
Historiquement, la commune est exposée à un climat montagnard.  
En 2020, Météo-France publie une typologie des climats de la France métropolitaine dans laquelle la commune est exposée à un climat de montagne et est dans la région climatique  Ouest et nord-ouest du Massif Central, caractérisée par une pluviométrie annuelle de 900 à 1 500 mm, maximale en automne et en hiver.
Pour la période 1971-2000, la température annuelle moyenne est de 11,3 °C, avec  une amplitude thermique annuelle de 15,4 °C. Le cumul annuel moyen de précipitations est de 1 307 mm, avec 12,4 jours de précipitations en janvier et 7,9 jours en juillet. Pour la période 1991-2020, la température moyenne annuelle observée sur la station météorologique la plus proche, située sur la commune de Saint-Privat à 9 km à vol d'oiseau, est de 10,7 °C et le cumul annuel moyen de précipitations est de 1 324,6 mm,. Pour l'avenir, les paramètres climatiques de la commune estimés pour 2050 selon différents scénarios d’émission de gaz à effet de serre sont consultables sur un site dédié publié par Météo-France en novembre 2022.

## Urbanisme

### Typologie
Au 1er janvier 2024, Saint-Bonnet-les-Tours-de-Merle est catégorisée commune rurale à habitat très dispersé, selon la nouvelle grille communale de densité à 7 niveaux définie par l'Insee en 2022.
Elle est située hors unité urbaine. Par ailleurs la commune fait partie de l'aire d'attraction d'Argentat-sur-Dordogne, dont elle est une commune de la couronne,. Cette aire, qui regroupe 12 communes, est catégorisée dans les aires de moins de 50 000 habitants,.

### Occupation des sols
L'occupation des sols de la commune, telle qu'elle ressort de la base de données européenne d’occupation biophysique des sols Corine Land Cover (CLC), est marquée par l'importance des forêts et milieux semi-naturels (49,8 % en 2018), une proportion sensiblement équivalente à celle de 1990 (50,3 %). La répartition détaillée en 2018 est la suivante : 
forêts (49,8 %), prairies (49,3 %), eaux continentales (0,9 %).
L'évolution de l’occupation des sols de la commune et de ses infrastructures peut être observée sur les différentes représentations cartographiques du territoire : la carte de Cassini (XVIIIe siècle), la carte d'état-major (1820-1866) et les cartes ou photos aériennes de l'IGN pour la période actuelle (1950 à aujourd'hui).

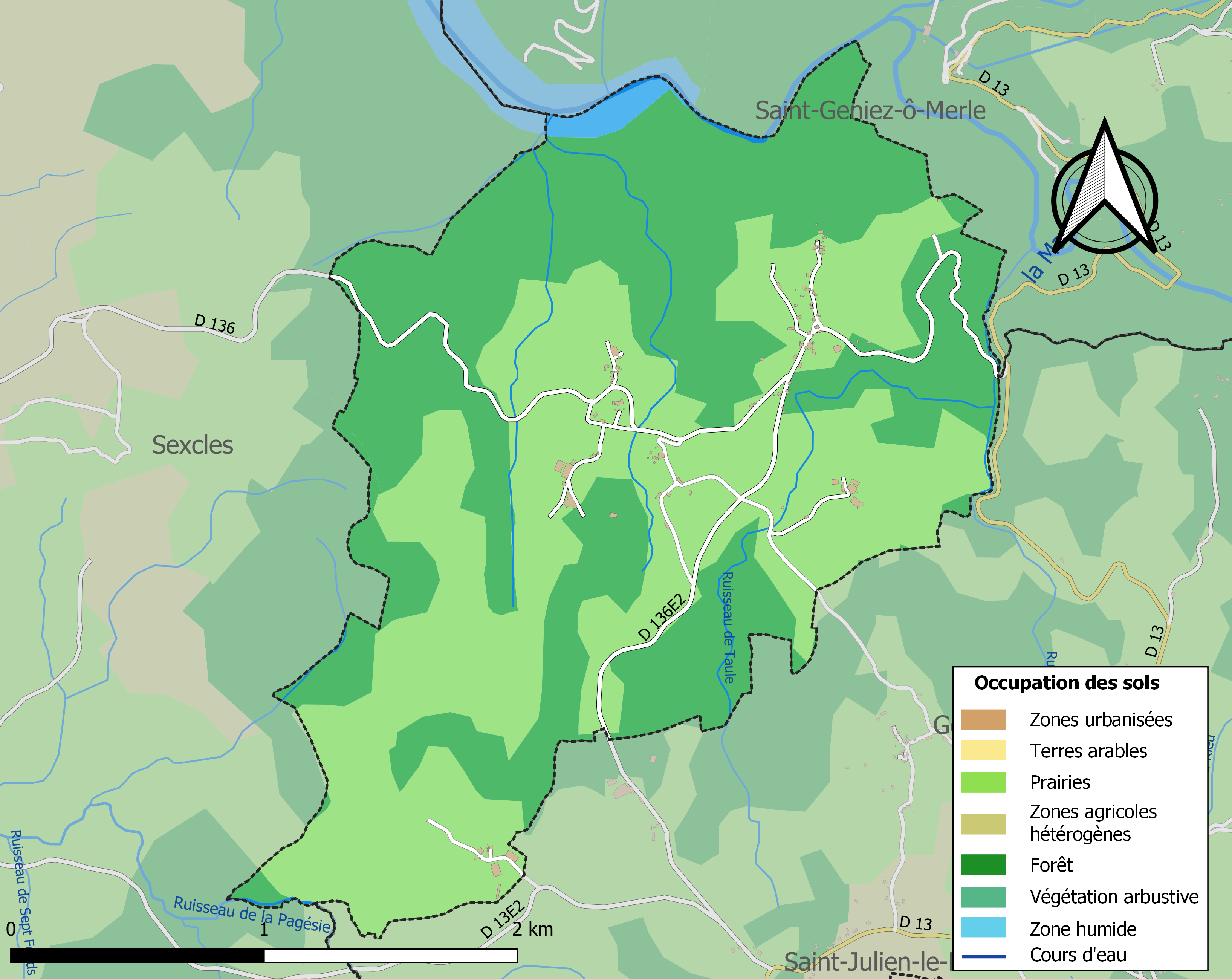
Carte des infrastructures et de l'occupation des sols de la commune en 2018 (CLC).

### Risques majeurs
Le territoire de la commune de Saint-Bonnet-les-Tours-de-Merle est vulnérable à différents aléas naturels : météorologiques (tempête, orage, neige, grand froid, canicule ou sécheresse), feux de forêts et séisme (sismicité très faible). Il est également exposé à un risque technologique, la rupture d'un barrage, et à un risque particulier : le risque de radon. Un site publié par le BRGM permet d'évaluer simplement et rapidement les risques d'un bien localisé soit par son adresse soit par le numéro de sa parcelle.

#### Risques naturels

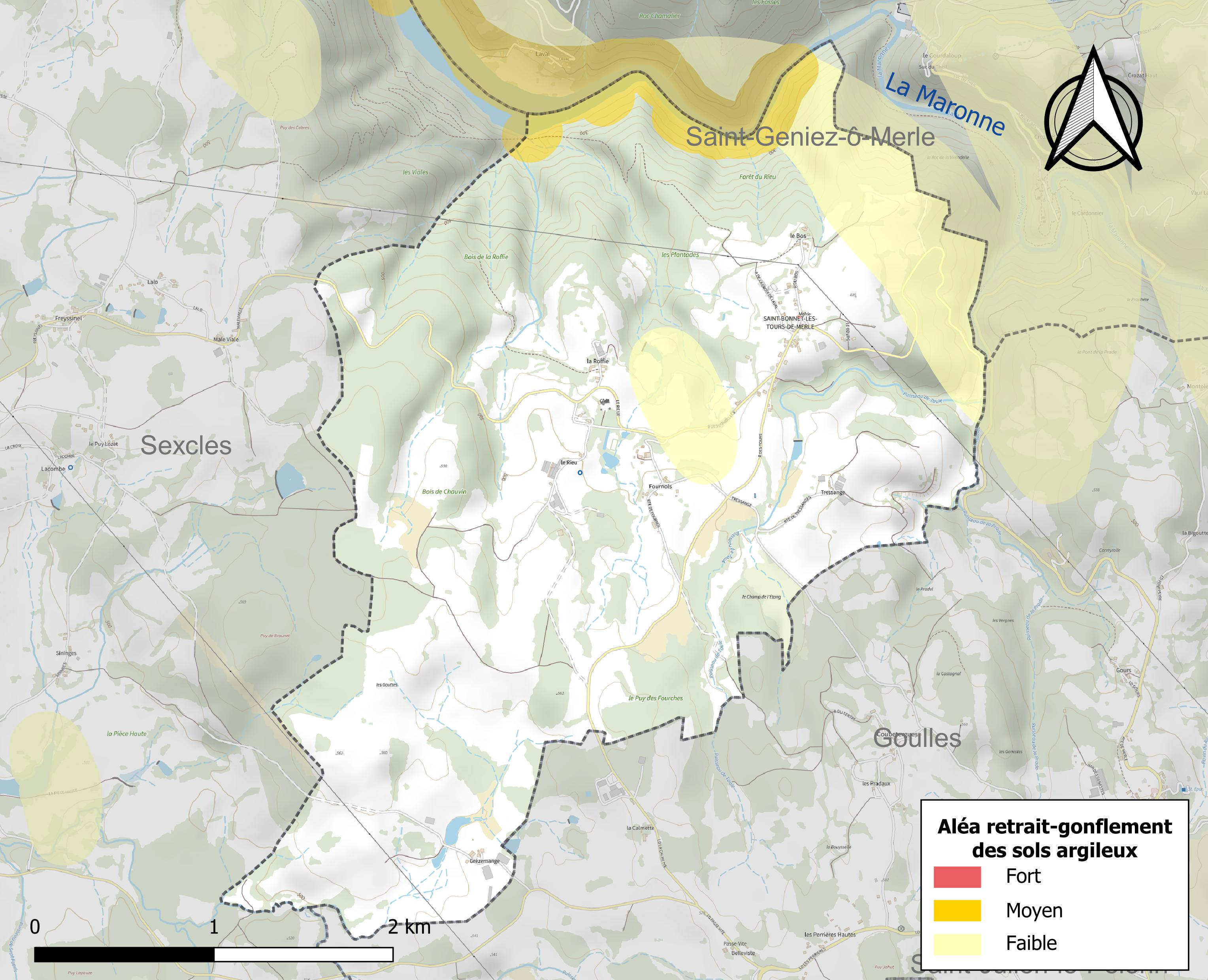
Carte des zones d'aléa retrait-gonflement des sols argileux de Saint-Bonnet-les-Tours-de-Merle.

Le retrait-gonflement des sols argileux est susceptible d'engendrer des dommages importants aux bâtiments en cas d’alternance de périodes de sécheresse et de pluie. 2,8 % de la superficie communale est en aléa moyen ou fort (26,8 % au niveau départemental et 48,5 % au niveau national). Sur les 49 bâtiments dénombrés sur la commune en 2019,  aucun n'est en aléa moyen ou fort, à comparer aux 36 % au niveau départemental et 54 % au niveau national. Une cartographie de l'exposition du territoire national au retrait gonflement des sols argileux est disponible sur le site du BRGM,.
Concernant les feux de forêt, aucun plan de prévention des risques incendie de forêt (PPRIF) n’a été établi en Corrèze, néanmoins le code de l’urbanisme impose la prise en compte des risques dans les documents d’urbanisme. Le périmètre des servitudes d'utilité publique et des zones d'obligation légale de débroussaillement pour les particuliers est quant à lui défini pour la commune dans une carte dédiée. 
La commune a été reconnue en état de catastrophe naturelle au titre des dommages causés par les inondations et coulées de boue survenues en 1982 et 1999. Concernant les mouvements de terrains, la commune a été reconnue en état de catastrophe naturelle au titre des dommages causés par des mouvements de terrain en 1999.

#### Risques technologiques
La commune est en outre située en aval du barrage d'Enchanet, un ouvrage de classe A situé dans le Cantal et disposant d'une retenue de 92,7 millions de mètres cubes. À ce titre elle est susceptible d’être touchée par l’onde de submersion consécutive à la rupture de cet ouvrage.

#### Risque particulier
Dans plusieurs parties du territoire national, le radon, accumulé dans certains logements ou autres locaux, peut constituer une source significative d’exposition de la population aux rayonnements ionisants. Certaines communes du département sont concernées par le risque radon à un niveau plus ou moins élevé. Selon la classification de 2018, la commune de Saint-Bonnet-les-Tours-de-Merle est classée en zone 3, à savoir zone à potentiel radon significatif. 

## Toponymie
Le nom de la commune se réfère à saint Bonnet, évêque de Clermont de 691 à 701. La seconde partie du nom mentionne les tours de Merle, ensemble médiéval proche, mais situé sur la commune voisine de Saint-Geniez-ô-Merle.

## Histoire
Sous la Révolution française, pour suivre un décret de la Convention, la commune change de nom pour Bonnet-le-Pauvre. Par délibération en date du 17 novembre 1925, à la suite d'une demande du conseil municipal, Saint-Bonnet-le-Pauvre devient Saint-Bonnet-les-Tours-de-Merle (sous la présidence de Gaston Doumergue).

## Politique et administration

### Liste des maires
| Période                                  | Période  | Identité             | Étiquette | Qualité       |
| ---------------------------------------- | -------- | -------------------- | --------- | ------------- |
| Les données manquantes sont à compléter. |          |                      |           |               |
|                                          |          |                      |           |               |
| mars 2001                                | 2008     | André Aumont         |           |               |
| mars 2008                                | 2014     | Michel Cueille       |           |               |
| mars 2014 (réélu en juillet 2020)        | En cours | Jean-Michel Teulière |           | Fonctionnaire |

### Politique environnementale
Le 16 septembre 2016 la commune a reçu le trophée de la biosphère de l'UNESCO à Paris pour son engagement à la préservation de son cadre de vie.

## Démographie
L'évolution du nombre d'habitants est connue à travers les recensements de la population effectués dans la commune depuis 1793. Pour les communes de moins de 10 000 habitants, une enquête de recensement portant sur toute la population est réalisée tous les cinq ans, les populations de référence des années intermédiaires étant quant à elles estimées par interpolation ou extrapolation. Pour la commune, le premier recensement exhaustif entrant dans le cadre du nouveau dispositif a été réalisé en 2008.

En 2022, la commune comptait 40 habitants, en évolution de −20 % par rapport à 2016 (Corrèze : −0,59 %, France hors Mayotte : +2,11 %).
| 1793 | 1800 | 1806 | 1821 | 1831 | 1836 | 1841 | 1846 | 1851 |
| ---- | ---- | ---- | ---- | ---- | ---- | ---- | ---- | ---- |
| 251  | 253  | 278  | 275  | 276  | 249  | 255  | 257  | 260  |

| 1856 | 1861 | 1866 | 1872 | 1876 | 1881 | 1886 | 1891 | 1896 |
| ---- | ---- | ---- | ---- | ---- | ---- | ---- | ---- | ---- |
| 249  | 226  | 249  | 220  | 221  | 212  | 216  | 221  | 219  |

| 1901 | 1906 | 1911 | 1921 | 1926 | 1931 | 1936 | 1946 | 1954 |
| ---- | ---- | ---- | ---- | ---- | ---- | ---- | ---- | ---- |
| 212  | 203  | 194  | 154  | 134  | 132  | 123  | 130  | 97   |

| 1962 | 1968 | 1975 | 1982 | 1990 | 1999 | 2006 | 2008 | 2013 |
| ---- | ---- | ---- | ---- | ---- | ---- | ---- | ---- | ---- |
| 91   | 98   | 74   | 71   | 74   | 45   | 43   | 43   | 49   |

| 2018 | 2022 | - | - | - | - | - | - | - |
| ---- | ---- | - | - | - | - | - | - | - |
| 45   | 40   | - | - | - | - | - | - | - |

## Culture locale et patrimoine

### Lieux et monuments
Saint-Bonnet-les-Tours-de-Merle est un village pittoresque, typique de la Xaintrie. Dans le bourg se trouve l'église saint-Bonnet du XIIe siècle avec clocher à peigne, et quelques anciennes fermes. Il présente des maisons bien restaurées, sous leurs hautes toitures de lauzes, d’ardoises ou de tuiles canals, typiques de l’architecture du pays.
Sur la route de Sexcles se situe le château du Rieux (ou du Rieu), juste à la sortie du village. Ce château où vécut le maréchal Ney, est une propriété privée (famille Brugnon) et ne se visite pas. Il est inscrit au titre des monuments historiques depuis 1931. À son pied, les bâtiments du hameau de la Roffie sont d'anciennes dépendances du château.
La commune présente un petit patrimoine bâti varié (four à pain, fontaines, croix). Parmi ces dernières, le long du sentier de randonnée qui conduit vers la Maronne, se remarque la « croix de Laval », une grande croix en bois très originale, en remplacement d'une ancienne croix disparue, ex-lieu de procession connu et fréquenté par les habitants du village qui venaient y implorer la pluie. Peinte par un artiste contemporain, Bertrand Cholet, cette création récente est composée « d'aplats de couleurs primaires » qui rappellent les vitraux d'une église.
À proximité, les tours de Merle, situées sur un promontoire au-dessus de la Maronne, font partie de la commune de Saint-Geniez-ô-Merle.

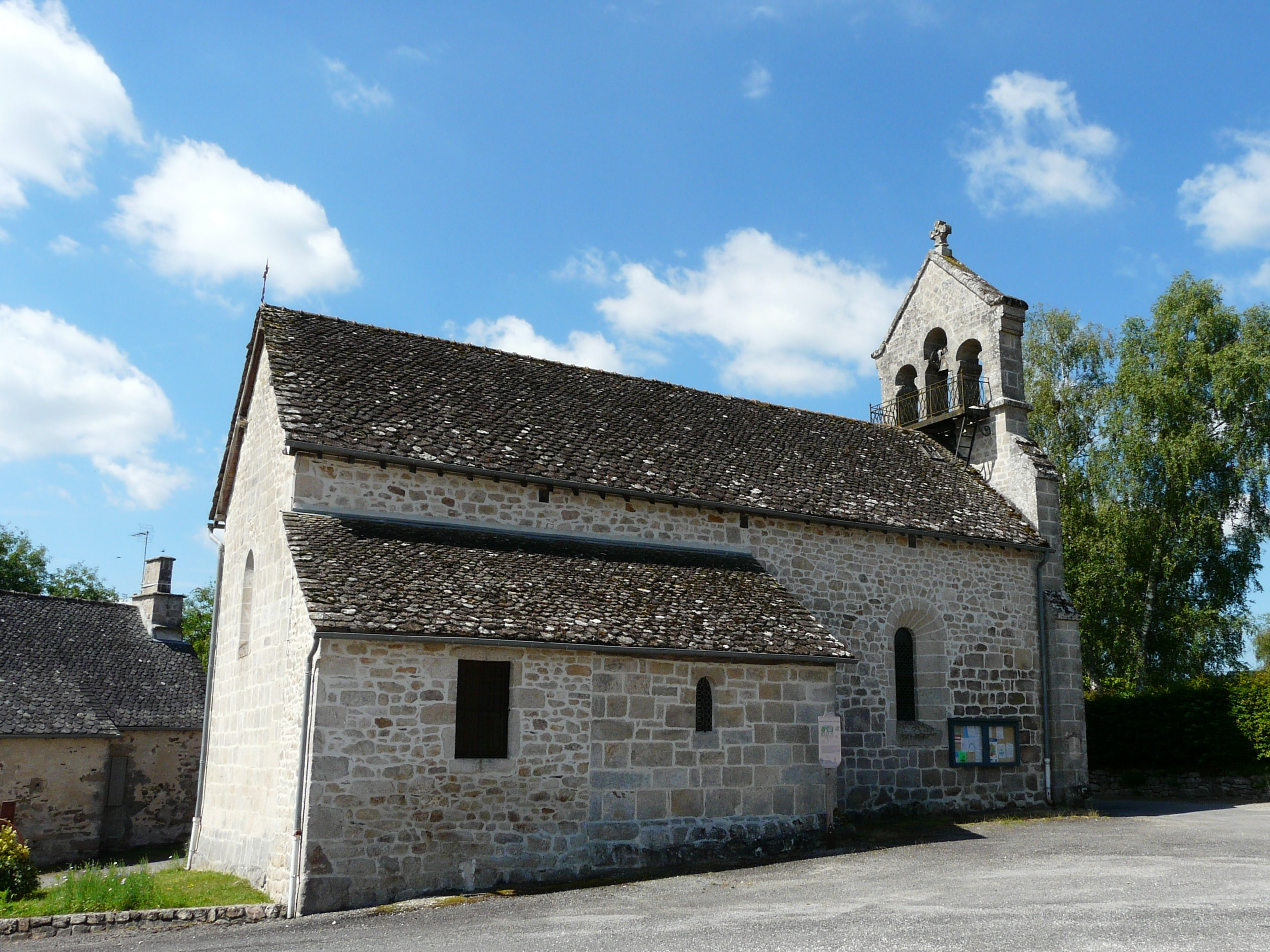
L'église Saint-Bonnet.
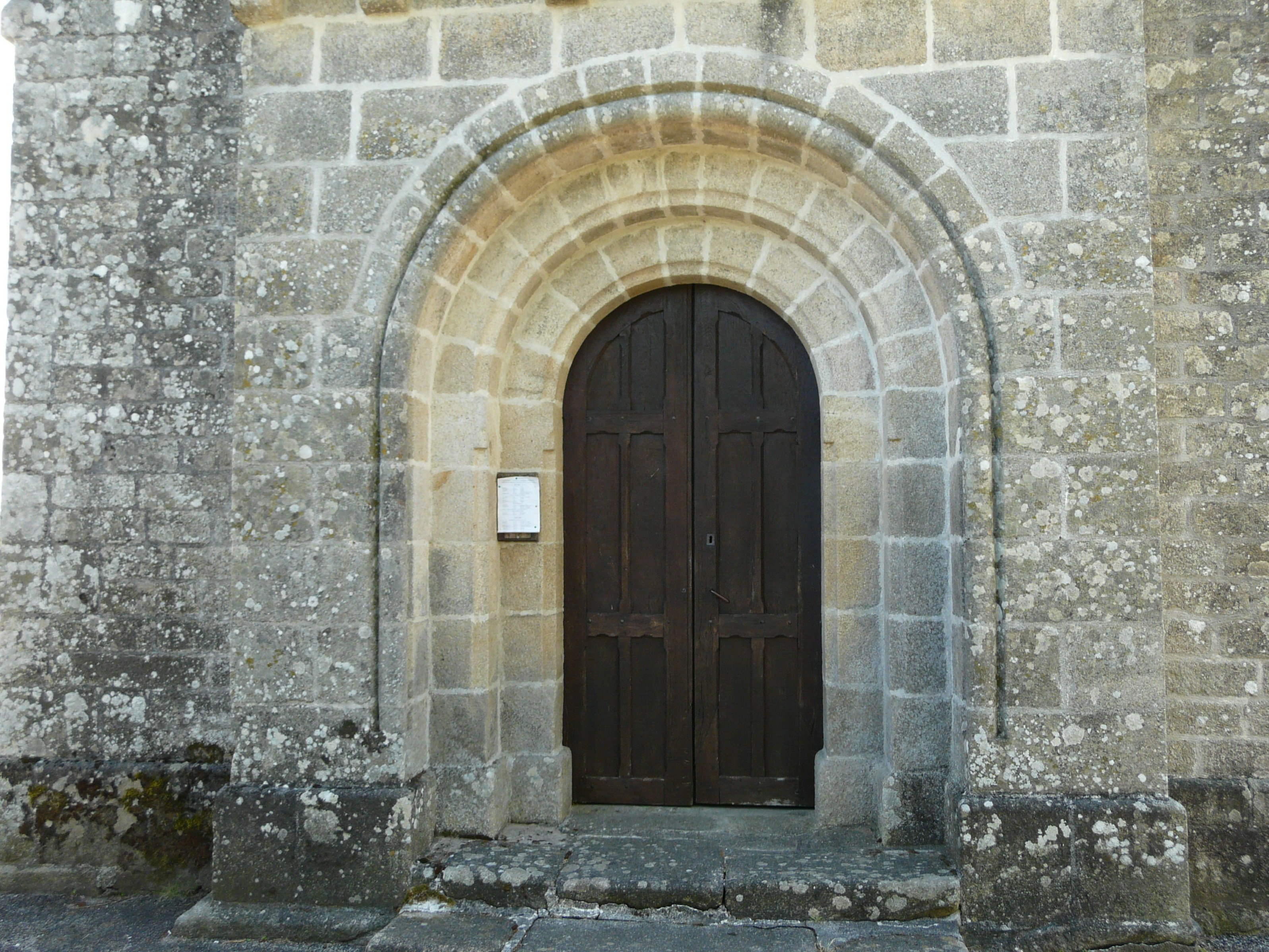
Son portail roman.
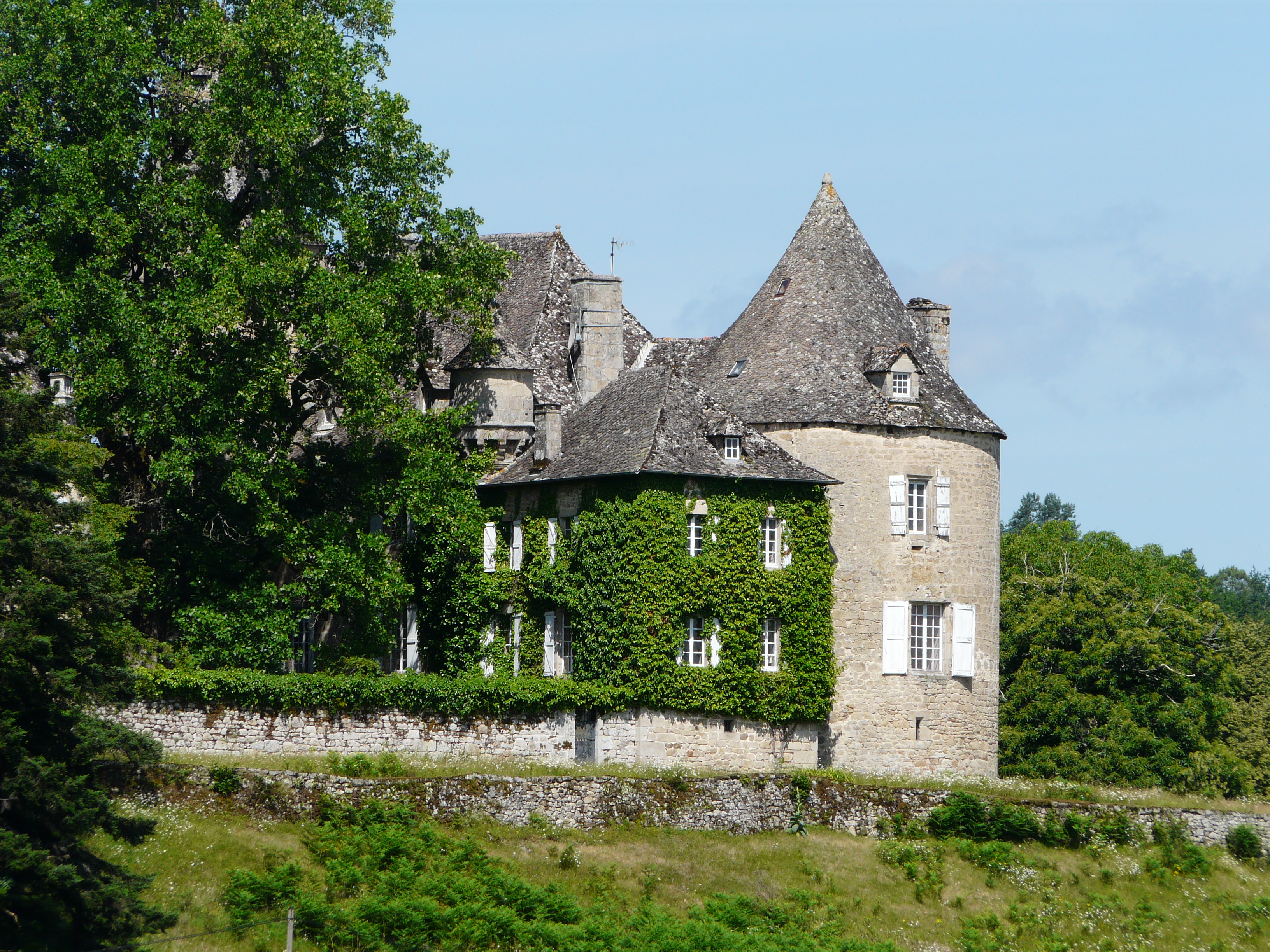
Le château du Rieux.

### Patrimoine naturel
Au nord de la commune, dans la partie comprise entre les barrages d'Enchanet et de Hautefage, les gorges de la Maronne sont répertoriées comme site Natura 2000. Le réseau Natura 2000 est un ensemble de sites naturels européens, identifiés pour la rareté ou la fragilité des espèces sauvages, animales ou végétales et de leurs habitats. Les gorges de la Maronne, affluent de la Dordogne, abritent une biodiversité d'espèces végétales et animales remarquables à l'échelle nationale et européenne. Ainsi de nombreuses espèces rares et menacées sur d'autres territoires subsistent ici  telles que la loutre d'Europe, une grande variété de chauves-souris, et des rapaces tels que l’aigle botté ou le milan royal.
Deux sentiers de randonnée sont balisés, l’un sur le plateau, l’autre dans les gorges de la Maronne.

### Personnalités liées à la commune
- Joseph Espalioux (1921-1986), artiste peintre né à Saint-Bonnet-le-Pauvre. Son œuvre est présente dans les musées de Castres, Albi, Pamiers, Frontignan, Brive-la-Gaillarde et Osaka.
- Jean-Michel Teulière, chroniqueur radio à France Bleu Limousin et auteur de plusieurs ouvrages sur la nature en Limousin (Le Loup en Limousin, petite histoire d'une grande disparition, (Éd. Souny, 2002), L'incroyable histoire de Trana la Grue (Éd. Souny, 2004), Le Limousin côté Nature (Éd. CREN-2000, ouvrage collectif).

### Héraldique
| Blason de Saint-Bonnet-les-Tours-de-Merle | Blason  | D'argent à la bande de gueules accompagnée de six flanchis de même posés en orle. |
| Blason de Saint-Bonnet-les-Tours-de-Merle | Détails | Le statut officiel du blason reste à déterminer.                                  |